# 伊丽莎白·施瓦茨科普夫
奥尔加·瑪丽亚·伊丽莎白·弗里德里克·施瓦茨科普夫女爵士，DBE（Dame Olga Maria Elisabeth Frederike Schwarzkopf，1915年12月9日生－2006年8月3日），德国女高音歌唱家。她被视为20世纪后半叶最知名的抒情女高音之一，尤擅长莫扎特和理查德·施特劳斯的歌剧演绎。她在1953年与华尔特·李格结婚，歸化英国国籍。在2006年8月2日夜晚到3日的凌晨間，於睡眠中過世，享壽90歲。

## 生平

### 早年
伊丽莎白·施瓦茨科普夫是一校长之女。小童时期就已显出其对音乐的热爱，13岁就在马德堡学校表演上演唱了格鲁克的《奥菲欧与艾莱蒂斯》的艾莱蒂斯。1934年她到柏林音乐高校学习音乐。开始的时候她学习女中音，后来改唱花腔女高音。
施瓦茨科普夫在1938年4月15日迎来自己的首演，地点是夏洛特堡的德语歌剧院，她饰演了瓦格纳《帕西法尔》中第二位花女郎。她前后留在柏林4年。

### 维也纳
二战后，施瓦茨科普夫到维也纳加入到卡尔·伯姆在维也纳国家歌剧院的演出阵容中。她有时也会到維也納河畔劇院饰演普契尼《波希米亚人》中的咪咪和威尔第《茶花女》中的维奥列塔。在维也纳国家歌剧院欧洲之行裡，她於伦敦皇家歌剧院中参演莫扎特歌剧《唐·喬望尼》，1948年在米兰斯卡拉歌剧院里饰演《玫瑰騎士》中的元帅夫人。
而她在皇家歌剧院的首演则是在1948年1月16日，饰演《魔笛》中的帕米娜，在斯卡拉的首演则是在1950年6月29日，演唱贝多芬的《庄严弥撒》。1951年9月11日她参与了斯特拉文斯基歌剧《浪子的历程》的首演。她在1964年10月13日首次在大都会歌剧院登台，演唱元帅夫人。

### 华尔特·李格
1946年3月施瓦茨科普夫在EMI制作人华尔特·李格面前试唱沃尔夫歌曲〈是谁呼唤你？〉（Wer rief dich denn?）并获得EMI的合约。和莱格的合作之中两人产生感情，并于1953年10月19日在埃普索姆成婚。
1960年代，施瓦茨科普夫只演几个角色：《唐璜》里的Donna Elvira、《费加罗的婚礼》中的伯爵夫人、理查德·斯特劳斯《随想曲》中的女伯爵、《玫瑰骑士》中的元帅夫人、《风流寡妇》中的汉娜，以及威尔第《法斯塔夫》中的爱丽丝·福特。

### 授課
1980年代施瓦茨科普夫在其大师班授课。她授課严格，要求学生发声清晰，顺滑。 她的学生有芮妮·弗萊明、托馬斯·漢普遜、Elizabeth Norberg-Schulz、白井光子、Uwe Heilmann和Cornelius Hauptmann。

### 告别，批评和荣誉
1971年12月31日施瓦茨科普夫在布鲁塞尔皇家铸币局剧院里作了歌剧告别演唱，仍然扮演元帅夫人。接下来的几年她只演唱藝術歌曲，1979年3月17日她舉行告别演唱，地点是苏黎世。2002年起她定居于福拉尔贝格，只零星從事授课。
1982年音乐史学家奥立佛·拉特科波发表了自己的研究，文中提到施瓦茨科普夫在1940年1月26日提出了纳粹党入党申请，并于3月1日被批准入党。《纽约时报》甚至嘲弄她为“纳粹女歌手”（Nazi-Diva）。施瓦茨科普夫首先提出声明，当时她是为了自己不至于像其父亲那样被职业禁止所制肘，提出了申请，但申请并未受批准。在1983年一月一次《泰晤士报》的采访中，她起先否认了自己的入党。但当记者拿出证据之后，她就改变了口供。虽然施瓦茨科普夫承认了入党的事实，但是她称自己并未从党员身份中有所求: "那就好像加入一个工会，无为其他，只是为了得到一份工作。"（Es war das gleiche wie einer Gewerkschaft beizutreten und mit dem gleichen Grund: um einen Job zu haben.）后来还有新的发表物指出，施瓦茨科普夫的纳粹史甚可追溯到1940年前，理由是她在党庆祝会上演唱过，战争期间在武裝親衛隊前也作过露面，甚至还有猜测她参与了戈培尔的帝国宣传部的工作。
1983年她成为了维也纳国家歌剧院荣誉会员。1990年她成为巴登-符腾堡的女教授，而瑞典国王古斯塔夫六世则授予她“Litteris et artibus”勋章。1992年伊丽莎白二世授予她DBE勳銜。2006年她获得了ECHO音乐奖。

## 录音
- 理查德·斯特劳斯，《玫瑰骑士》，EMI Classics - 元帅夫人。卡拉扬指挥。1956年
- 理查德·斯特劳斯，《随想曲》，EMI Classics - 艾伯哈德·维希特，迪特里希·菲舍爾-迪斯考，指挥：沃尔夫冈·萨瓦利希
- 莫扎特，《唐璜》，EMI Classics - 艾伯哈德·维希特，琼·萨瑟兰，由卡尔罗·马里亚·朱利尼指挥
- 莫扎特，《女人皆如此》， EMI Classics，指挥：卡拉扬
- 莫扎特，《女人皆如此》，EMI Classics，阿尔弗雷多·克劳斯，朱塞佩·塔代，卡尔·伯姆指挥
- 《施瓦茨科普夫演唱舒伯特》，《舒曼和理查德·施特劳斯歌曲》， EMI
- 《施瓦茨科普夫唱轻歌剧》，约翰·施特劳斯，卡尔·柴勒，卡尔·米尔略克，弗朗兹·莱哈尔等人作品，指挥:奥托·阿克曼，EMI (1959年)
- 英格伯特·洪普丁克，《汉泽尔与格蕾太尔》， EMI Classics。伊丽莎白·格雷梅尔，指挥:卡拉扬
- 理查德·施特劳斯，《阿里阿德涅在纳克索斯》，丽塔·史塔里希，英伽尔特·齐菲尔德，赫尔曼·普莱，指挥:卡拉扬
- 约翰·施特劳斯，《蝙蝠》，尼古拉·盖达，指挥:卡拉扬

## 文献
- Roger Hauert und Bernard Gavoty: Elisabeth Schwarzkopf, Frankfurt am Main, Kister 1957
- Walter Legge und Elisabeth Schwarzkopf: Gehörtes. Ungehörtes. Memoiren, München, Noack-Hübner 1982, 333 S.
- Alan Jefferson: Elisabeth Schwarzkopf, Langen/Müller 1996, 400 S., 46 s/w Fotos, ISBN 3-7844-2586-0
- Alan Sanders: Elisabeth Schwarzkopf. A Career on Record, Amadeus Press 1996, 184 S., ISBN 0-931340-99-3

## 外部連結
- 伊丽莎白·施瓦茨科普夫（德国国家图书馆目录相关文献）
- große Bildergalerie mit Bühnenfotos （页面存档备份，存于）

Nachrufe
- „Klang der Vollendung“, Die Welt, 4. August 2006
- „Die Jahrhundertsängerin: Zum Tod von Elisabeth Schwarzkopf“ （页面存档备份，存于）, FAZ, 4. August 2006
- „Elisabeth Schwarzkopf, Opera Singer, Dies at 90“ （页面存档备份，存于）, New York Times, 4. August 2006
- „Eine Sirene des Intellekts“[永久], Berliner Zeitung, 4. August 2006